# Tipula aperta
Tipula aperta är en tvåvingeart som beskrevs av Alexander 1918. Tipula aperta ingår i släktet Tipula och familjen storharkrankar. Inga underarter finns listade i Catalogue of Life.